# Иккер
Иккер (нем. Uecker; устар. Укер, нем. Ucker) — река на северо-востоке Германии протяжённостью в 98 километров.

## История
Река протекает по современным немецким землям Бранденбург и Мекленбург-Передняя Померания, недалеко от польской границы, исток реки — у местечка Фредевальде, ранее относившегося к прусской провинции Бранденбург. Зона охвата территории около 2200 км².
Этимологически название реки происходит от славянского «извилистая». От этого названия происходит как имя славянского племени укране, обитавшего в районе реки в VI—XII веках, так и наименование всего края Уккермарк (Укермархия).
Исток реки находится вблизи села Теммен (нем. Alt Temmen). Затем река течёт в северном направлении, проходя через два озера — Обериккерзе и Унтериккерзе, в другом источнике указано что протекает через озера Оберукер, Стреловер и Унтерукер, а затем, впадает в Щецинский залив, близ Укермюнда в небольшую гавань, после прохождения города Иккермюнде (Уккермюнда). Начиная от Пасевалка, на протяжении 35 километров — судоходна.